# Sztannán
A sztannán szervetlen vegyület, az ón hidridje, képlete SnH4. Lítium-alumínium-hidrid (LiAlH4) és ón-tetraklorid (SnCl4) reakciójával állítható elő. Szobahőmérsékleten lassan ónra és hidrogénre bomlik, levegővel érintkezve meggyullad. 150 °C felett gyorsan bomlik.
Erősen mérgező, gáz halmazállapotú fém-hidrid. Analóg a metánnal.

## Fordítás
Ez a szócikk részben vagy egészben  a   Stannane című angol Wikipédia-szócikk ezen változatának fordításán alapul.  Az eredeti cikk szerkesztőit annak laptörténete sorolja fel. Ez a jelzés csupán a megfogalmazás eredetét és a szerzői jogokat jelzi, nem szolgál a cikkben szereplő információk forrásmegjelöléseként.